# Amyna delicata
Amyna delicata is een vlinder uit de familie spinneruilen (Erebidae). De wetenschappelijke naam is voor het eerst geldig gepubliceerd in 1994 door Wiltshire.
De soort komt voor in tropisch Afrika.